# Plieņciems
Plieņciems är en ort i Lettland.   Den ligger i kommunen Engures Novads, i den västra delen av landet, 50 km väster om huvudstaden Riga. Plieņciems ligger 6 meter över havet och antalet invånare är 230.
Terrängen runt Plieņciems är platt. Havet är nära Plieņciems åt nordost.  Närmaste större samhälle är Tukums, 14,3 km sydväst om Plieņciems.